# Grouplove
Grouplove (também estilizado como GROUPLOVE) é uma banda indie norte-americana formada em 2009 por Hannah Hooper, Christian Zucconi, Daniel Gleadson  , Andrew Wessen e Ryan Rabin.
Ryan Rabin produziu seu primeiro EP, que foi originalmente lançado de forma independente por si só, e mais tarde foi re-lançado pela Canvasback/Atlantic, com uma faixa bônus. Seu álbum de estreia, Never Trust a Happy Song, também foi produzido por Rabin e foi lançado mundialmente em 13 de setembro de 2011.

## Membros atuais
- Christian Zucconi – vocal, guitarra
- Hannah Hooper – vocal, teclado
- Andrew Wessen – vocal, guitarra
- Ryan Rabin – bateria, outros
- Daniel Gleadson – vocal, baixo

## Discografia

### Álbuns de estúdio
- Never Trust a Happy Song (2011)
- Spreading Rumours (2013)
- Big Mess (2016)
- Healer (2020)

### EPs
- Grouplove EP (2010)

### Singles
| Ano  | Canção                    | Melhores posições nas tabelas | Melhores posições nas tabelas | Melhores posições nas tabelas | Melhores posições nas tabelas | Melhores posições nas tabelas | Melhores posições nas tabelas | Melhores posições nas tabelas | Melhores posições nas tabelas | Melhores posições nas tabelas | Certificações                 | Álbum                    |
| Ano  | Canção                    | US                            | US Pop                        | US Adult                      | US Alt                        | US Rock                       | AUS                           | CAN                           | CAN Alt                       | UK                            | Certificações                 | Álbum                    |
| ---- | ------------------------- | ----------------------------- | ----------------------------- | ----------------------------- | ----------------------------- | ----------------------------- | ----------------------------- | ----------------------------- | ----------------------------- | ----------------------------- | ----------------------------- | ------------------------ |
| 2011 | "Colours"                 | —                             | —                             | —                             | 15                            | 29                            | —                             | —                             | 45                            | —                             |                               | Never Trust a Happy Song |
| 2011 | "Tongue Tied"             | 42                            | 23                            | 19                            | 1                             | 3                             | 33                            | 90                            | 10                            | 84                            | - : Ouro - : Ouro - : Platina | Never Trust a Happy Song |
| 2012 | "Itchin' on a Photograph" | —                             | —                             | —                             | 10                            | 30                            | —                             | —                             | —                             | —                             |                               | Never Trust a Happy Song |
| 2013 | "Ways to Go"              | —                             | —                             | —                             | 6                             | 20                            | 60                            | —                             | —                             | —                             |                               | Spreading Rumours        |
| 2013 | "Spreading Rumors"        | —                             | —                             | —                             | —                             | —                             | —                             | —                             | —                             | —                             |                               | Spreading Rumours        |